# Eparchia budzińska
Eparchia budzińska – jedna z eparchii Serbskiego Kościoła Prawosławnego, obejmująca terytorium Węgier i Czech. Jej obecnym ordynariuszem jest biskup budziński Lucjan (Pantelić), rezydujący w Szentendre.
Dokładna data powstania eparchii nie jest znana. Jej erygowanie i rozwój miały związek z migracjami prawosławnych Serbów na ziemie węgierskie z terenów pozostających pod panowaniem tureckim. W szczególności w 1690, po wielkiej wędrówce Serbów w 1690 na terenie Węgier znalazło się kilkadziesiąt tysięcy rodzin serbskich. 4 marca 1695 cesarz Leopold I potwierdził prawo metropolity Eutymiusza (Popovicia) do posługiwania się tytułem biskupa budzińskiego.
W XVIII wieku na Węgrzech na potrzeby parafii serbskich wzniesiono znaczną liczbę cerkwi, jednak na przełomie XIX i XX wieku liczba wiernych spadła na tyle, że eparchia była zmuszona zamknąć część parafii, a świątynie odstąpić Kościołowi rzymskokatolickiemu. Ponadto w okresie od zakończenia II wojny światowej do 1988 administratura nie posiadała ordynariusza.
Według danych z 2016 eparchia liczyła około 10 000 wiernych, zgrupowanych w 39 parafiach (w tym dwóch na terenie Czech), obsługiwanych przez 11 kapłanów, posiadała 42 świątynie (cerkwie i kaplice) oraz prowadziła 2 monastery: Grabovac i Srpski Kovin.